# Jürgen Macho
Jürgen Macho (('jyrgən 'maxo); Vienna, 24 agosto 1977) è un allenatore di calcio ed ex calciatore austriaco, di ruolo portiere.

## Carriera

### Calciatore

#### Club
Inizia la sua carriera nel Wiener Sportklub nel 1996 e passa dopo una stagione al First Vienna, dove gioca tre stagioni prima di andare al Sunderland, squadra di Premiership, nel 2000. Qui gioca tre stagioni come riserva del danese Thomas Sørensen, collezionando un totale di 22 presenze. Nel 2003 viene acquistato dal Chelsea, dove però è il quarto portiere in rosa, subendo oltretutto un grave infortunio al ginocchio che gli impedisce di essere competitivo. Nell'agosto del 2004 lascia il Chelsea e viene ceduto in prestito al Rapid Vienna dove rimane solo quattro mesi, giocando 8 gare in Bundesliga e 2 in Coppa UEFA.
Nel gennaio del 2005 viene acquistato dal Kaiserslautern, squadra della Bundesliga, dove inizialmente è la terza scelta dietro a Tim Wiese e Thomas Ernst. Nella stagione successiva diventa il portiere titolare dopo la cessione di Wiese. Gioca quindi 20 gare nella prima parte della stagione, ma salta interamente la seconda parte per infortunio. Anche dopo la retrocessione del K'lautern in seconda divisione, rimane la prima scelta tra i pali.
Il 31 agosto 2007 viene acquistato dai greci dell'AEK Atene, dove viene scelto come portiere titolare in sostituzione di Marcelo Moretto. Nel marzo 2009 è stato annunciato che gli sarebbe stato rescisso il contratto. Nel novembre 2009 passa al Linz a parametro zero firmando un contratto annuale. Scaduto il contratto, si trasferisce in Grecia, al Panionios. Dopo essere rientrato in patria, disputando la stagione 2012-2013 con l'Admira Wacker, nel settembre 2014 ha annunciato il suo ritiro dal calcio giocato.

#### Nazionale
In Nazionale ha collezionato 26 presenze tra il 2002 e il 2011. Il 16 novembre 2007 nella gara amichevole contro l'Inghilterra a causa di uno scontro con Peter Crouch ha rischiato di soffocare ingoiando la lingua. Nel 2008 viene convocato per gli Europei in Austria e Svizzera.

### Allenatore
Nel dicembre 2015 è stato ingaggiato dal First Vienna come allenatore dei portieri.

## Statistiche

### Cronologia presenze e reti in nazionale
| Cronologia completa delle presenze e delle reti in nazionale ― Austria | Cronologia completa delle presenze e delle reti in nazionale ― Austria | Cronologia completa delle presenze e delle reti in nazionale ― Austria | Cronologia completa delle presenze e delle reti in nazionale ― Austria | Cronologia completa delle presenze e delle reti in nazionale ― Austria | Cronologia completa delle presenze e delle reti in nazionale ― Austria | Cronologia completa delle presenze e delle reti in nazionale ― Austria | Cronologia completa delle presenze e delle reti in nazionale ― Austria |
| Data                                                                   | Città                                                                  | In casa                                                                | Risultato                                                              | Ospiti                                                                 | Competizione                                                           | Reti                                                                   | Note                                                                   |
| ---------------------------------------------------------------------- | ---------------------------------------------------------------------- | ---------------------------------------------------------------------- | ---------------------------------------------------------------------- | ---------------------------------------------------------------------- | ---------------------------------------------------------------------- | ---------------------------------------------------------------------- | ---------------------------------------------------------------------- |
| 20-11-2002                                                             | Vienna                                                                 | Austria                                                                | 0 – 1                                                                  | Norvegia                                                               | Amichevole                                                             | -1                                                                     | 46’                                                                    |
| 9-2-2005                                                               | Limassol                                                               | Austria                                                                | 1 – 1                                                                  | Lettonia                                                               | Torneo internazionale di Cipro 2005                                    | -1                                                                     | 46’                                                                    |
| 8-10-2005                                                              | Manchester                                                             | Inghilterra                                                            | 1 – 0                                                                  | Austria                                                                | Qual. Mondiali 2006                                                    | -1                                                                     |                                                                        |
| 12-10-2005                                                             | Vienna                                                                 | Austria                                                                | 2 – 0                                                                  | Irlanda del Nord                                                       | Qual. Mondiali 2006                                                    | -                                                                      |                                                                        |
| 16-8-2006                                                              | Graz                                                                   | Austria                                                                | 1 – 2                                                                  | Ungheria                                                               | Amichevole                                                             | -                                                                      | 46’                                                                    |
| 2-9-2006                                                               | Lancy                                                                  | Austria                                                                | 2 – 2                                                                  | Costa Rica                                                             | Amichevole                                                             | -2                                                                     |                                                                        |
| 6-9-2006                                                               | Basilea                                                                | Austria                                                                | 0 – 1                                                                  | Venezuela                                                              | Amichevole                                                             | -1                                                                     | 84’                                                                    |
| 6-10-2006                                                              | Vaduz                                                                  | Liechtenstein                                                          | 1 – 2                                                                  | Austria                                                                | Amichevole                                                             | -1                                                                     |                                                                        |
| 7-2-2007                                                               | Ta' Qali                                                               | Malta                                                                  | 1 – 1                                                                  | Austria                                                                | Amichevole                                                             | -1                                                                     | 46’                                                                    |
| 28-3-2007                                                              | Saint-Denis                                                            | Francia                                                                | 1 – 0                                                                  | Austria                                                                | Amichevole                                                             | -1                                                                     |                                                                        |
| 2-6-2007                                                               | Vienna                                                                 | Austria                                                                | 0 – 0                                                                  | Paraguay                                                               | Amichevole                                                             | -                                                                      |                                                                        |
| 11-9-2007                                                              | Vienna                                                                 | Austria                                                                | 0 – 2                                                                  | Cile                                                                   | Amichevole                                                             | -2                                                                     |                                                                        |
| 16-11-2007                                                             | Vienna                                                                 | Austria                                                                | 0 – 1                                                                  | Inghilterra                                                            | Amichevole                                                             | -                                                                      | 26’                                                                    |
| 27-5-2008                                                              | Graz                                                                   | Austria                                                                | 1 – 1                                                                  | Nigeria                                                                | Amichevole                                                             | -1                                                                     |                                                                        |
| 8-6-2008                                                               | Vienna                                                                 | Austria                                                                | 0 – 1                                                                  | Croazia                                                                | Euro 2008 - 1º turno                                                   | -1                                                                     |                                                                        |
| 12-6-2008                                                              | Vienna                                                                 | Austria                                                                | 1 – 1                                                                  | Polonia                                                                | Euro 2008 - 1º turno                                                   | -1                                                                     |                                                                        |
| 16-6-2008                                                              | Vienna                                                                 | Austria                                                                | 0 – 1                                                                  | Germania                                                               | Euro 2008 - 1º turno                                                   | -1                                                                     |                                                                        |
| 12-8-2009                                                              | Klagenfurt am Wörthersee                                               | Austria                                                                | 0 – 2                                                                  | Camerun                                                                | Amichevole                                                             | -2                                                                     | 46’                                                                    |
| 19-5-2010                                                              | Klagenfurt am Wörthersee                                               | Austria                                                                | 0 – 1                                                                  | Croazia                                                                | Amichevole                                                             | -1                                                                     |                                                                        |
| 7-9-2010                                                               | Siezenheim                                                             | Austria                                                                | 2 – 0                                                                  | Kazakistan                                                             | Qual. Euro 2012                                                        | -                                                                      |                                                                        |
| 8-10-2010                                                              | Vienna                                                                 | Austria                                                                | 3 – 0                                                                  | Azerbaigian                                                            | Qual. Euro 2012                                                        | -                                                                      |                                                                        |
| 12-10-2010                                                             | Bruxelles                                                              | Belgio                                                                 | 4 – 4                                                                  | Austria                                                                | Qual. Euro 2012                                                        | -4                                                                     |                                                                        |
| 17-11-2010                                                             | Vienna                                                                 | Austria                                                                | 1 – 2                                                                  | Grecia                                                                 | Amichevole                                                             | -                                                                      | 46’                                                                    |
| 9-2-2011                                                               | Eindhoven                                                              | Paesi Bassi                                                            | 3 – 1                                                                  | Austria                                                                | Amichevole                                                             | -3                                                                     |                                                                        |
| 25-3-2011                                                              | Vienna                                                                 | Austria                                                                | 0 – 2                                                                  | Belgio                                                                 | Qual. Euro 2012                                                        | -2                                                                     |                                                                        |
| 29-3-2011                                                              | Istanbul                                                               | Turchia                                                                | 2 – 0                                                                  | Austria                                                                | Qual. Euro 2012                                                        | -2                                                                     |                                                                        |
| Totale                                                                 |                                                                        | Presenze                                                               | 26                                                                     |                                                                        | Reti                                                                   | -29                                                                    |                                                                        |

## Palmarès

### Club

#### Competizioni nazionali
- Campionato austriaco: 1

Rapid Vienna: 2004-2005